# Cloverport
Cloverport is een plaats (city) in de Amerikaanse staat Kentucky, en valt bestuurlijk gezien onder Breckinridge County.

## Demografie
Bij de volkstelling in 2000 werd het aantal inwoners vastgesteld op 1256. In 2006 is het aantal inwoners door het United States Census Bureau geschat op 1248, een daling van 8 (-0,6%).

## Geografie
Volgens het United States Census Bureau beslaat de plaats een oppervlakte van 4,3 km², waarvan 4,2 km² land en 0,1 km² water. Cloverport ligt op ongeveer 149 m boven zeeniveau.

## Plaatsen in de nabije omgeving
De onderstaande figuur toont nabijgelegen plaatsen in een straal van 24 km rond Cloverport.